# Naissance en 1100
Naissance
- 1096
- 1097
- 1098
- 1099
- 1100
- 1101
- 1102
- 1103
- 1104

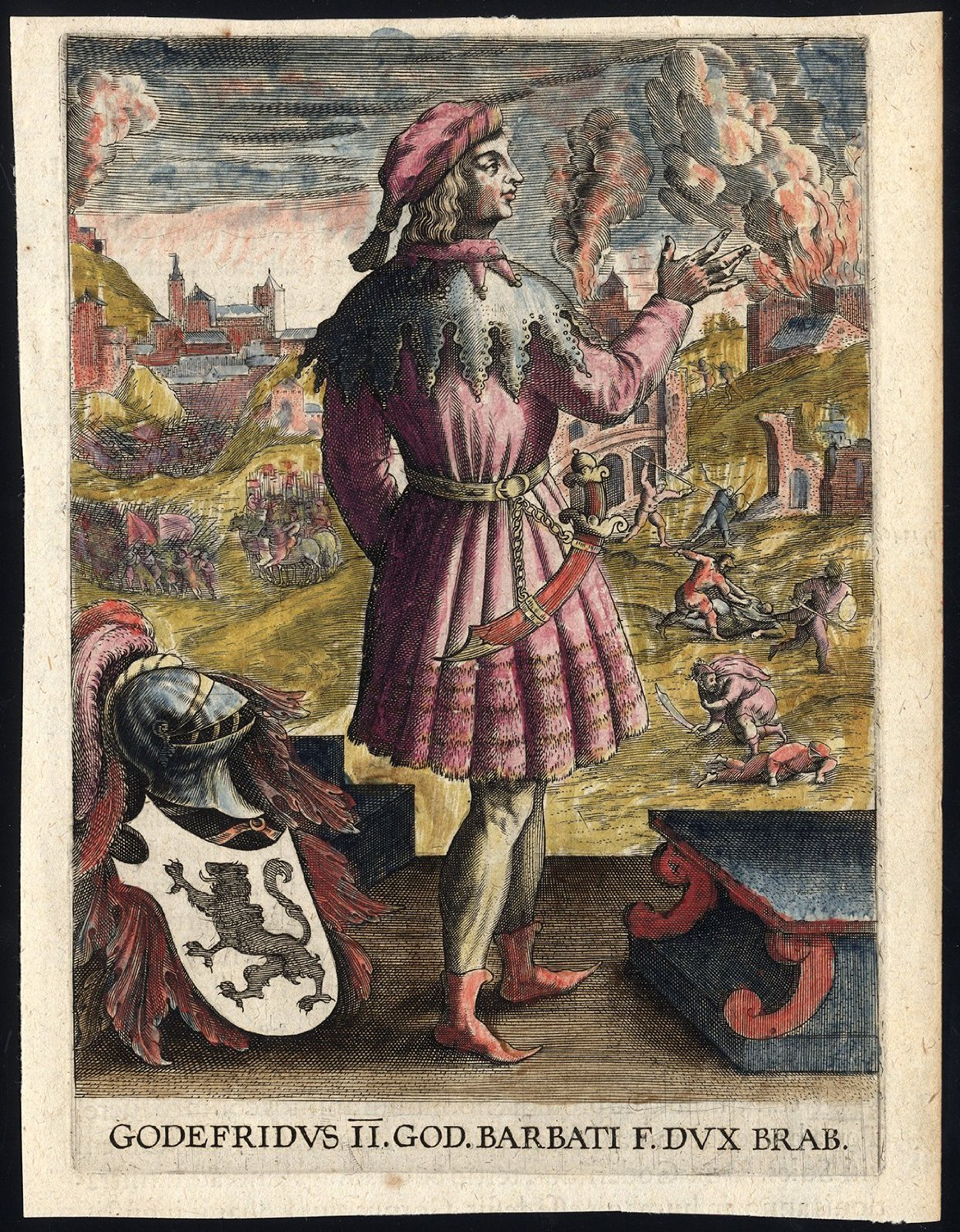
Godefroid II de Louvain, né vers 1100.

Cette page dresse une liste de personnalités nées au cours de l'année 1100,  présentée dans l'ordre chronologique :
- Aelred de Rievaulx, moine cistercien puis abbé de Rievaulx.
- Archambaud VII de Bourbon, seigneur de Bourbon.
- Gilbert de Clare (1er comte d'Hertford) (en), comte de Pembroke.
- Enrico Dandolo (patriarche) (en), patriarche de Grado.
- Galdino, cardinal italien.
- Geoffroy de Monmouth, évêque et historien anglo-normand.
- Miles de Gloucester, comte d'Hereford, lord de Brecknock et d'Abergavenny, shérif du Gloucestershire et connétable d'Angleterre.
- Godefroid II de Louvain, comte de Louvain, landgrave de Brabant, marquis d'Anvers et duc de Basse-Lotharingie.
- Godefroy de Huy, orfèvre mosan.
- Ibn az-Zaqqaq, poète d’Al-Andalus.
- Al Idrissi, géographe et botaniste.
- Jabir Ibn Aflah, mathématicien et astronome andalou.
- Li Di, peintre chinois.
- Mathieu Ier de Montmorency, seigneur de Montmorency, d'Écouen, de Marly-le-Roi, de Conflans-Sainte-Honorine et d'Attichy.
- Nersès IV Chnorhali, Catholicos de l'Église apostolique arménienne.
- Robert de Neubourg, noble normand.
- Sibyl de Neufmarché (en), comtesse d'Hereford, noble Cambro-Normande.
- Robert de Newminster, prêtre puis abbé cistercien de Newminster, cconsidéré comme saint dans l'Église catholique romaine.
- Odon de Novare, bienheureux dans l'Église catholique et un moine chartreux.
- Paio Pires de Guimarães (en).
- Phagmo Drupa, bouddhiste tibétain à l’origine de Phagdru Kagyu (Phagmodrupa), l’une des quatre branches de Dagpo Kagyu.
- Song Qinzong, neuvième empereur de la dynastie Song.
- Rabbenou Tam, tossafiste.
- Teobaldo Roggeri, saint par l'église catholique.
- Tora Magnusdatter (en), fille du roi Magnus III de Norvège.
- Werner II de Habsbourg, landgrave de Haute-Alsace.